# Szegerdő, Somogy
Szegerdő  este un sat în districtul Marcal, județul Somogy, Ungaria, având o populație de 214 locuitori (2011). 

## Demografie
Componența etnică a satului Szegerdő
     Maghiari (73,05%)
     Romi (24,82%)
     Germani (2,13%)
Componența confesională a satului Szegerdő
     Romano-catolici (92,06%)
     Necunoscută (7,94%)
Conform recensământului din 2011, satul Szegerdő avea 214 locuitori. Din punct de vedere etnic, majoritatea locuitorilor (73,05%) erau maghiari, existând și minorități de romi (24,82%) și germani (2,13%).  Din punct de vedere confesional, majoritatea locuitorilor (92,06%) erau romano-catolici. Pentru 7,94% din locuitori nu este cunoscută apartenența confesională.